# L'Homme et la Puce
L'Homme et la Puce est la cinquième fable du livre VIII de Jean de La Fontaine situé dans le second recueil des Fables de La Fontaine, édité pour la première fois en 1678.

## Texte de la fable
Par des vœux importuns nous fatiguons les Dieux :

Souvent pour des sujets même indignes des hommes.

Il semble que le Ciel sur tous tant que nous sommes

Soit obligé d’avoir incessamment les yeux,

Et que le plus petit de la race mortelle,

A chaque pas qu’il fait, à chaque bagatelle,

Doive intriguer l’Olympe et tous ses citoyens,

Comme s’il s’agissait des Grecs et des Troyens.

Un sot par une puce eut l’épaule mordue.

Dans les plis de ses draps elle alla se loger.

Hercule, se dit-il, tu devais bien purger

La terre de cette Hydre au Printemps revenue.

Que fais-tu Jupiter, que du haut de la nue

Tu n’en perdes la race afin de me venger ?

Pour tuer une puce il voulait obliger

Ces Dieux à lui prêter leur foudre et leur massue.
— Jean de La Fontaine, Fables de La Fontaine, L'Homme et la Puce, texte établi par Jean-Pierre Collinet, Fables, contes et nouvelles, Gallimard, « Bibliothèque de la Pléiade », 1991, p. 298